# Militär tjänstehund
För andra betydelser, se Bevakningshund (olika betydelser).

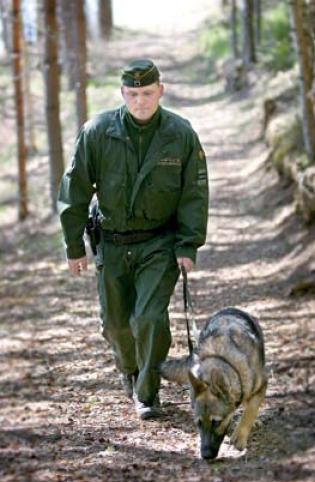
Hundpatrull vid det finska Gränsbevakningsväsendet.

Militär tjänstehund är en tjänstehund för militär användning. Exakt vilka uppgifter de har skiljer sig åt mellan olika länder och har även förändrats historiskt. Redan under antiken användes hundar i krig; stridshundar. Under första och andra världskrigen spred sig bruket av brukshundar för speciella militära ändamål.  De användes för patrullering och bevakning, det fanns även sjukvårdshundar, rapporthundar för ordonnanstjänst samt minsökhundar. Det sovjetiska försvaret använde under andra världskriget sig av pansarvärnshundar.

## Militära tjänstehundar i Sverige
I Sverige utbildas militära tjänstehundar eller försvarsmaktshundar av Svenska Brukshundklubben som är en frivillig försvarsorganisation och vid Försvarsmaktens hundtjänstenhet som även har egen uppfödning. Försvarsmakten använder idag två olika slags hundar: Dels bevakningshundar (eller patrullhundar), dels ammunitions- och minsökshundar som har en viktig funktion vid internationella insatser.
Den militära bevakningshunden skiljer sig från polisens och bevakningsföretagens patrullhundar som bl.a. är utbildade att skydda hundföraren. Militära bevakningshundar skall markera för ljud från främmande människor i bevakningsområdet samt doftspår eller vittring från främmande människor och kunna spåra dessa.
Varianter på militära bevakningshundar är vindsökhundar och vattensökhundar som används inom bl.a. det norska försvaret. Vindsökhundar söker människor från båt mot land. Vattensökhundar söker attackdykare från land eller båt.